# Whiplash (együttes)
A Whiplash egy amerikai thrash/speed-metal együttes. Tagok: Tony Portaro, David Delong és Tony Scaglione.  Tony Bono, az egyik alapító tag, kilépett a zenekarból az évek során. Scaglione később átment a Slayer együttesbe is, ott zenélt egy ideig, majd visszatért a Whiplash-be. 1984-ben alakultak meg a New Jersey-i Passaic-ben. Három korszakuk volt: először 1984-től 1990-ig működtek, majd 1995-től 1999-ig, végül 2007-től napjainkig. Az Encyclopaedia Metallum oldal szerint a zenekar 1983-ban megalakult már, "Jackhammer" néven. 2018-ban a Metal Blade Records-szal kötöttek lemezszerződést.

## Diszkográfia/Stúdióalbumok
- Power and Pain (1986)
- Ticket to Mayhem (1987)
- Insult to Injury (1989)
- Cult of One (1996)
- Sit Stand Kneel Prey (1997)
- Thrashback (1998)
- Unborn Again (2009)